# Льохово (Невельський район)
Льохово (рос. Лёхово) — присілок у Невельському районі Псковської області Російської Федерації.
Населення становить 348 осіб. Входить до складу муніципального утворення Артьомовська волость.

## Історія
Від 2015 року входить до складу муніципального утворення Артьомовська волость.

## Населення
| 2001 | 2002 | 2010 |
| ---- | ---- | ---- |
| 435  | ↘361 | ↘348 |